# Ягуль

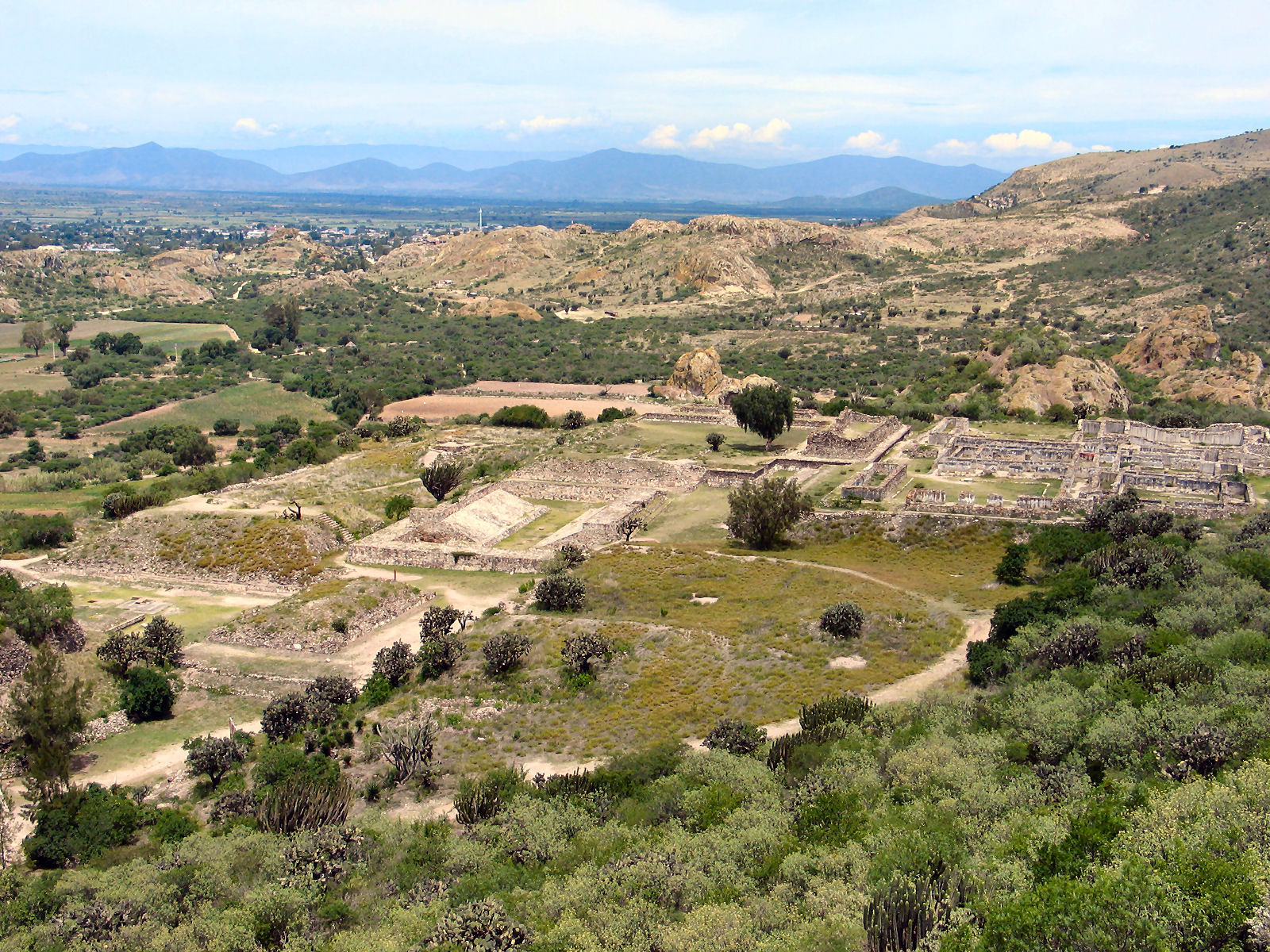
Панорама Ягуля

Ягуль (Йагуль, Yagul) — доколумбово городище (ныне место археологических раскопок) в мексиканском штате Оахака. Древнейшие следы поселения датируются 3 тыс. до н. э. Город основали в 5 в. до н. э. сапотеки, позднее город захватили и развили миштеки. Около 900 г. н. э. было построено несколько пирамид, а в 1300—1400 гг. — несколько дворцов.